# Six Flags St. Louis
A Six Flags St. Louis a Six Flags Inc. harmadik, Missouriban működő vidámparkja Eurékában. A parkot 1971-ben nyitották meg Six Flags Over Mid-America néven, 1996 óta viseli jelenlegi nevét. Ez volt az utolsó olyan park, melyet a Six Flags építtetett. Építési költsége 55 millió dollár volt.
A park legmagasabb hullámvasútja a 72 méter magas SkyScreamer, mely 2011 májusában nyílt meg a közönség számára, ezen kívül további nyolc hullámvasút üzemel a parkban. A Six Flags többi parkjához hasonlóan gyermek ill. családi részleg és vízi vidámpark is működik a parkban.

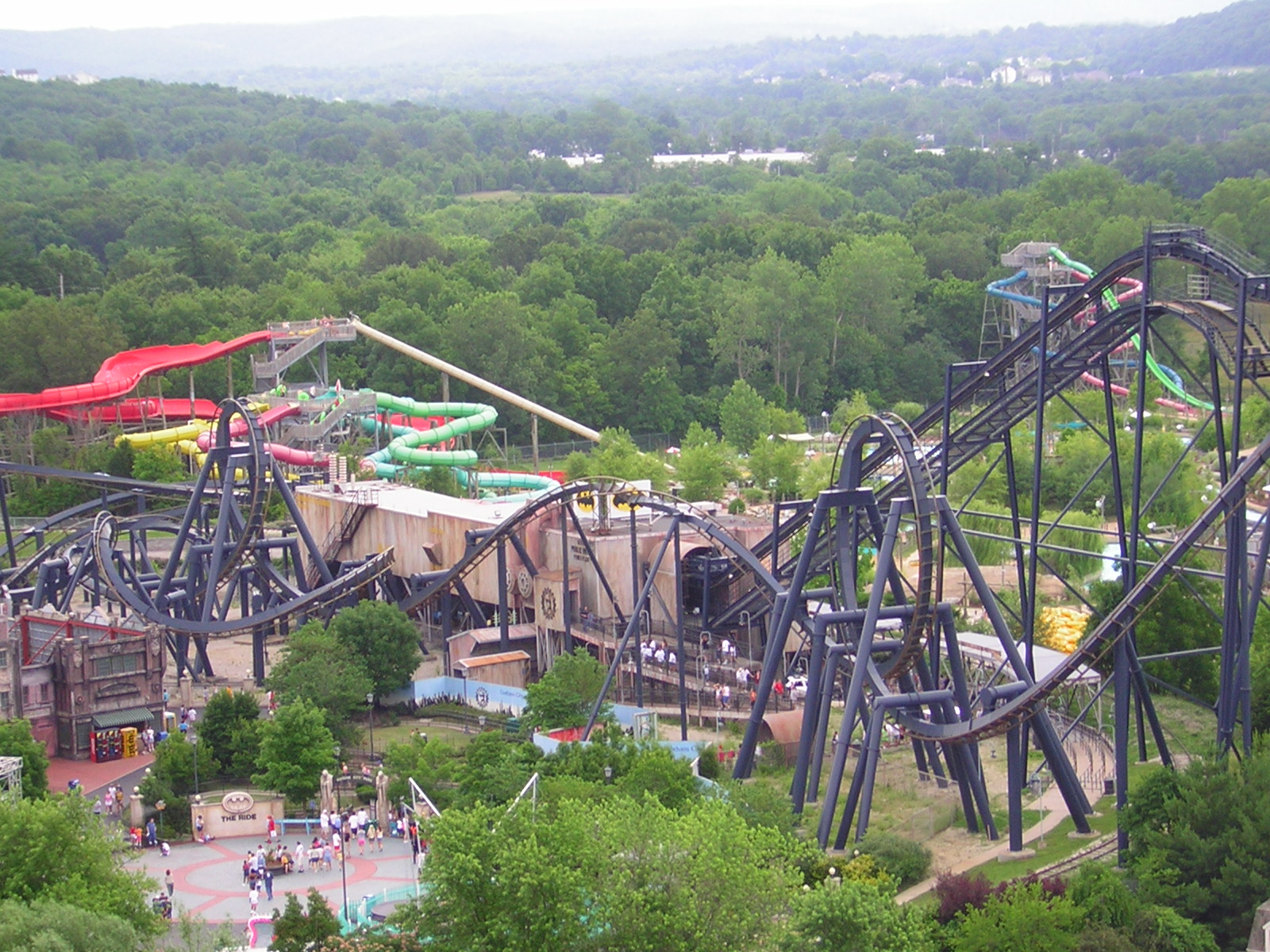
Batman: The Ride